# BACK TO THE STREET
『BACK TO THE STREET』（バック・トゥ・ザ・ストリート）は、1980年4月21日にEPIC・ソニーから発売された佐野元春の1枚目のアルバム。

## 概要
音楽プロデューサーや広告代理店を経て、1980年に「アンジェリーナ」でレコードデビューした佐野元春のファースト・アルバム。
アルバムジャケット写真は、神奈川県民ホール裏手にあったブティック「赤い靴」で撮影されたが1996年に区画整理の為取り壊され現存しない。
2013年2月20日には、Blu-spec CD2で再発売された。

## 収録曲

### LPレコード,CT
| 全作詞・作曲: 佐野元春。 |                                                                        |           |            |          |      |
| #                        | タイトル                                                               | 作詞      | 作曲・編曲 | 編曲     | 時間 |
| 1.                       | 「夜のスウィンガー」(Night Swinger )                                   | 佐野元春  | 佐野元春   | 伊藤銀次 | 4:11 |
| 2.                       | 「ビートでジャンプ」(The Beat City)                                    | 佐野元春  | 佐野元春   | 伊藤銀次 | 2:37 |
| 3.                       | 「情けない週末」(Rainy Day Weekend)                                    | 佐野元春  | 佐野元春   | 大村雅朗 | 4:57 |
| 4.                       | 「プリーズ・ドント・テル・ミー・ア・ライ」(Please Don't Tell Me A Lie) | 佐野元春  | 佐野元春   | 伊藤銀次 | 3:54 |
| 5.                       | 「グッドタイムズ&バッドタイムズ」(Good Times & Bad Times)              | 佐野元春  | 佐野元春   | 大村雅朗 | 4:59 |
| 合計時間:                | 合計時間:                                                              | 合計時間: | 20:38      |          |      |

| #         | タイトル                                                            | 作詞      | 作曲・編曲 | 編曲     | 時間 |
| --------- | ------------------------------------------------------------------- | --------- | ---------- | -------- | ---- |
| 1.        | 「アンジェリーナ」(Angelina)                                        |           |            | 大村雅朗 | 4:04 |
| 2.        | 「さよならベイブ」(Sayonara Babe)                                   |           |            | 大村雅朗 | 4:35 |
| 3.        | 「バッド・ガール」(Bad Girl)                                        |           |            | 大村雅朗 | 4:22 |
| 4.        | 「バック・トゥ・ザ・ストリート」(Back To The Street)                |           |            | 伊藤銀次 | 3:49 |
| 5.        | 「ドゥー・ホワット・ユー・ライク (勝手にしなよ)」(Do What You Like) |           |            | 佐野元春 | 4:12 |
| 合計時間: | 合計時間:                                                           | 合計時間: | 21:02      |          |      |

### CD
| 全作詞・作曲: 佐野元春。 |                                                                        |           |            |          |      |
| #                        | タイトル                                                               | 作詞      | 作曲・編曲 | 編曲     | 時間 |
| 1.                       | 「夜のスウィンガー」(Night Swinger)                                    | 佐野元春  | 佐野元春   | 伊藤銀次 | 4:11 |
| 2.                       | 「ビートでジャンプ」(The Beat City)                                    | 佐野元春  | 佐野元春   | 伊藤銀次 | 2:37 |
| 3.                       | 「情けない週末」(Rainy Day Weekend)                                    | 佐野元春  | 佐野元春   | 大村雅朗 | 4:57 |
| 4.                       | 「プリーズ・ドント・テル・ミー・ア・ライ」(Please Don't Tell Me A Lie) | 佐野元春  | 佐野元春   | 伊藤銀次 | 3:54 |
| 5.                       | 「グッドタイムズ&バッドタイムズ」(Good Times & Bad Times)              | 佐野元春  | 佐野元春   | 大村雅朗 | 4:59 |
| 6.                       | 「アンジェリーナ」(Angelina)                                           | 佐野元春  | 佐野元春   | 大村雅朗 | 4:04 |
| 7.                       | 「さよならベイブ」(Sayonara Babe)                                      | 佐野元春  | 佐野元春   | 大村雅朗 | 4:35 |
| 8.                       | 「バッド・ガール」(Bad Girl)                                           | 佐野元春  | 佐野元春   | 大村雅朗 | 4:22 |
| 9.                       | 「バック・トゥ・ザ・ストリート」(Back To The Street)                   | 佐野元春  | 佐野元春   | 伊藤銀次 | 3:49 |
| 10.                      | 「ドゥー・ホワット・ユー・ライク (勝手にしなよ)」(Do What You Like)    | 佐野元春  | 佐野元春   | 佐野元春 | 4:12 |
| 合計時間:                | 合計時間:                                                              | 合計時間: | 41:40      |          |      |

## 楽曲解説

### SIDE A
1. 「夜のスウィンガー」[注 2] (Night Swinger)
2. 「ビートでジャンプ」 (The Beat City)
3. 「情けない週末」 (Rainy Day Weekend)
この曲は佐野が中高生時代[3]の時に書いたもので、これを知った「LEON」編集長の前田洋一郎は歌詞の内容と書かれた時期のギャップに驚く趣旨の発言をした[4]。インタビューで佐野が語ったところによると後述の「Do What You Like (勝手にしなよ)」や後にリリースされた「グッドバイからはじめよう」「君がいなくちゃ」なども同時期に書いたという[5][6]。
スガシカオ[7]や千原ジュニア[8]がこの曲を気に入っている事を述べている。
4. 「プリーズ・ドント・テル・ミー・ア・ライ」 (Please Don't Tell Me A Lie)
5. 「グッドタイムズ&バッドタイムズ」 (Good Times & Bad Times)

### SIDE B
1. 「アンジェリーナ」 (Angelina)
デビューシングル。
2. 「さよならベイブ」 (Sayonara Babe)
デビューシングルのB面曲。
3. 「バッド・ガール」 (Bad Girl)
4. 「バック・トゥ・ザ・ストリート」 (Back To The Street)
コーラスに佐野と同じEPIC・ソニーに所属していた山本翔が参加している。
5. 「ドゥー・ホワット・ユー・ライク (勝手にしなよ)」 (Do What You Like)
デビュー前の1978年に、「第15回ポピュラーソングコンテストつま恋本選会」に披露された楽曲。グランプリは逃したものの、この曲で優秀曲賞を受賞している。